# Anomalon ambonense
Anomalon ambonense là một loài tò vò trong họ Ichneumonidae.